# Mount Royal
Mount Royal is een plaats (ville) in de Canadese provincie Québec en telt 18.933 inwoners (2006). De gemeente, genoemd naar en gelegen ten noordwesten van de heuvel Mont Royal is volledig omgeven door het grondgebied van de stad Montréal waar Mount Royal een residentiële, rijkere voorstad van vormt. In 2002 werd de gemeente trouwens gefuseerd met Montréal, maar na een referendum in 2004 werd dit in 2006 terug ongedaan gemaakt.
Mount Royal ligt ten noorden van Downtown Montréal, centraal op het eiland Île de Montréal. Het grootste gedeelte van de plaats is geklasseerd als beschermd onroerend erfgoed als een van de National Historic Sites of Canada, of in het Frans Lieux historiques nationaux du Canada.